# Ochropleura rana
Ochropleura rana là một loài bướm đêm trong họ Noctuidae.